# 채경선
채경선(1980년 6월 28일 ~ )는 대한민국의 희극 배우이다.

## 출연작

### 방송
- 《개그야》 (MBC)
- 《개그콘서트》 (KBS)
- 《내 인생의 스페셜》 (MBC)
- 《원더풀 마마》 (SBS) - 결혼식 진행자 역 (특별출연)

### 영화
- 《옹알스》 (2019년)